# Golpe al corazón
Golpe al corazón fue una telenovela argentina producida por Enrique Estevanez, estrenada el 11 de septiembre de 2017 por Telefe. Protagonizada por Sebastián Estevanez y Eleonora Wexler. Coprotagonizada por Miguel Ángel Rodríguez, Viviana Saccone, Victorio D'Alessandro, Marcelo De Bellis, María del Cerro y Laura Laprida. Antagonizada por Ramiro Blas, Manuela Pal, Natalia Lobo, Sabrina Rojas, Facundo Espinosa, Esteban Pérez y la primera actriz Claudia Lapacó. También, contó con las actuaciones especiales de Julián Serrano y los primeros actores Germán Kraus, Georgina Barbarossa y Julia Calvo.

## Sinopsis
Golpe al corazón relata la historia de “El Toro” Farías (Sebastián Estevanez), un boxeador que luego de perder a su esposa en un accidente automovilístico hace 8 años se convierte en enfermero. Y entra a la clínica del Plata ayudado por el doctor Pedro Palacio (Miguel Ángel Rodríguez). El destino cruza a Rafael Farías (Sebastián Estevanez) y a Marcela Ríos (Eleonora Wexler), una médica que perdió la vista tras una golpiza en un intento de abuso y es esposa de Javier Mansilla (Ramiro Blas) quien es el cirujano y quien también quiere ocupar la dirección de la clínica del Plata. Pero siendo director de la clínica del Plata el doctor Francisco Di Cesare (Germán Kraus) le hace una mala jugada para sacarlo como director y Marcela y Rafa lo ayudaron a descubrir todo. Javier engaña a Marcela con Erika Martin (Manuela Pal). Catalina (Viviana Saccone) descubre que su hijo esta vivo y le cuenta toda la verdad a Pedro. Tiempo después Santiago se entera de toda la verdad. Evelina (Laura Laprida) busca a su mamá y tiempo después la encuentra y Marcela encuentra a su compañero de la Universidad Franco Rocamora (Fabián Vena) quien entre todo esto Rafa vuelve al boxeo en Beneficio a la clínica del Plata. Pero Marcela no llega a estar presente y por eso se entera de que tiene cáncer de páncreas. Después vuelve a la clínica y corta la relación que tenía con Rafa. Tiempo después Marcela quiere enseñar la clínica cosa que lo quiso hacer Francisco y no pudo hacer y Marcela le prometió a Francisco que lo iba hacer entrar a la clínica del Valle. Después de todo, Marcela se entera de que lo que tenía no era cáncer y que el doctor Rocamora no se equivocó con los análisis. Marcela tenía pancreatitis autoinmune. Que no era cáncer y que iba a vivir. Finalmente Ella vuelve con Rafa. Rafa se entera de que Javier fue el que causó el accidente de Paula y su hija después Marcela una mañana que iba para la clínica y fue secuestrada por su Marido Javier Mansilla. Javier le dice a Marcela que el fue quien la enfermó. Para todo esto Marcela seguía secuestrada por su marido Rafa va a buscar a Marcela y Javier acuchilla a Marcela salen los dos bien Marcela se recupera mientras Javier se escapó; esta suelto pero tiempo más tarde Rafa y Marcela salen juntos por fin mientras hacen su rutina Rafa recibe un llamado que era de Javier y finalmente Javier quiere atropellar a Marcela pero Rafa empuja a Marcela y termina Rafa herido y Javier muerto. Rafa se salva pero queda en silla de ruedas hace la rehabilitación y tiempo después se se reincorpora a la clínica y termina Marcela como directora de la clínica y además Marcela y Rafa juntos. Una historia de superación de dos seres que sufrieron en la vida y que intentaron sanar sus heridas juntos. Un relato apasionado de encuentros y desencuentros, de amores y odios donde sus protagonistas tendrán la esperanza como estandarte para seguir adelante con sus vidas.

## Elenco

### Protagonistas
- Sebastián Estevanez como Rafael "El Toro" Farías.
- Eleonora Wexler como Marcela Ríos.
- Miguel Ángel Rodríguez como Pedro Palacio.
- Viviana Saccone como María Catalina López.
- Victorio D'Alessandro como Santiago Medina/Santiago Palacio López Medina.
- María del Cerro como Lucrecia.
- Laura Laprida como Evelina Mansilla.
- Ramiro Blas como Javier Mansilla.
- Manuela Pal como Erika Martín.
- Claudia Lapacó como Chuna Mansilla.
- Natalia Lobo como Nancy.
- Facundo Espinosa como Leandro Zárate.
- Sabrina Rojas como Julieta.
- Esteban Pérez como Nicolás Linares.
- Georgina Barbarossa como Grace.
- Julia Calvo como Marta Medina.
- Germán Kraus como Francisco Di Cesare.
- Marcelo De Bellis como Guillermo "Willy".
- Stéfano De Gregorio como Diego Armando "Peti" Figueroa.
- Julián Serrano como Alejo Ríos.
- Johanna Francella como Celeste Farías.
- Franco Pucci como Joaquín Palacio.
- Juan Ignacio Di Marco como Bruno Rocamora.
- Fabio Aste como Pablo.
- Sebastián Cura como Lalo.
- Sonia Zavaleta como Anita.
- José Luis Alfonzo como Omar Alonso.
- Hernán Jiménez como Chuck.
- Liliana Benard como Reina.

### Participaciones
- Sabrina Garciarena como Paula Solano de Farías.
- Agustín Sierra como un excompañero de Rafael.
- Edgardo Moreira como Pérez Calderón.
- Luisa Drozdek como Carla.
- Bárbara Funes como Paloma, hermana de Carla.
- Patricio Bettini como Cárdenas, paciente que cae desmayado en el bar de Cata tras escaparse de la clínica para ir a una reunión de trabajo.
- Eva de Dominici como Rita.
- Pacha Rosso como Galván, ex mánager de Rita.
- Wanda Nara como Guadalupe
- Juan Luppi como Facundo.
- Jennifer Biancucci como Fanny.
- Cristina Del Valle cómo Amalia, ex estilista de Chuna en el pasado, la cual sabía de la relación que ella mantenía con Francisco.
- Fabián Vena como Franco Rocamora.
- Inés Palombo como Yesica Perotti.
- Barbie Vélez como Camila Mansilla.
- Fabián Mazzei como Fernando, ex de Cata.
- José Luis Gioia como Osqui, entrenador de boxeo.
- Graciela Tenembaum como Leticia, la madre de Lucrecia.
- Fabián Arenillas como Felipe, el padre de Lucrecia.
- Marcelo Melingo como Levin.
- Ezequiel Castaño
- Brian Muniz como Gastón.
- Osvaldo Aldama como Marcos , compañero de Malvinas de Miguel Angel Rodriguez

### Cameos
- Sergio Dalma
- Sergio Maravilla Martínez
- Carlos Rivera

## Producción
El rodaje se inició en junio de 2017. La novela se grabó en los Estudios Pampa, en la localidad de Martínez, partido de San Isidro, en el Gran Buenos Aires, además de en otras locaciones para escenas específicas en exteriores.

### Promoción
La primera promo fue lanzada el 22 de julio de 2017 con imágenes de Sebastián Estevanez y Eleonora Wexler. La segunda promo fue lanzada el 2 de agosto, presentando a los dos personajes de los protagonistas. A lo largo del mes de agosto, fueron apareciendo más promociones que iban revelando más sobre la historia. La última semana del mes, se anunció su estreno en el spot de Septiembre en Telefe y finalmente el 29 de agosto se confirmó su fecha y hora de comienzo.
Durante la semana previa al estreno, distintos integrantes del elenco han estado presentes en calidad de invitados en los diversos programas del canal como Morfi, todos a la mesa, Cortá por Lozano, Susana Giménez y ¿En qué mano está?.

## Recepción

### Audiencia
Golpe al Corazón salió por primera vez al aire el lunes 11 de septiembre de 2017, siendo precedido por Josué y la Tierra Prometida y justo antes de El Sultán, ambas telenovelas de Telefe, brasilera y turca, respectivamente. El primer episodio registró 16.1 puntos de rating —con un pico de 17.3—, según la medidora Kantar Ibope Media, que dejó a la novela como el tercer programa más visto del día y el primero en su canal, sin lograr ganarle a la competencia pero con números muy similares, que satisficieron a Telefe.

### Crítica
Ricardo Marín del Diario La Nación, sostuvo que “El ambiente en el que se desarrolla el relato aporta dinamismo a la propuesta. Más allá del componente romántico, que por supuesto será el atractivo para el público amante de este género, la rutina de un sanatorio, con situaciones acuciantes a cada momento, genera un ambiente con un ritmo vertiginoso que no permite el aburrimiento. El tratamiento que le da a los episodios la dirección de cámaras y el trabajo de edición, con secuencias veloces y juegos de imágenes aceleradas o ralentizadas que aumentan esa impresión en los traslados de ambulancia y en los movimientos por los pasillos de la clínica, aportan atractivo a la estética del programa”.
Silvina Lamazares del Diario Clarín, dijo que “Aún con historias cruzadas y una potente amenaza de triángulos amorosos, el planteo es claramente lineal. Si hubiera que decodificar la fórmula, el primer capítulo alcanzaría para enmarcar la tira en el ABC de Quique Estevanez: dos personajes centrales con pasados pesados, que inequívocamente terminarán juntos, rodeados de criaturas pintorescas, unas buenas, unas malas. Pocos grises, culebrón clásico matizado con toques de humor, lugares comunes que no se disfrazan. No es que no haya complejidades en el entramado, sino que, a diferencia de otras ficciones argentinas, la dupla de los Estevanez van por la senda de lo que se ve: no hay que interpretar mensajes ocultos ni traducir metáforas. Golpe al corazón tuvo un capítulo inicial atravesado por el quién es quién. Y un montón de "ingredientes Estevanez", para entretener la hora de la cena.”
En las redes sociales, el público reaccionó satisfactoriamente al estreno de la telenovela, destacando su buena realización, el elenco que la compone y manifestando su sorpresa ante el impactante primer capítulo.[cita requerida]

## Premios y nominaciones
| Lista de premios y nominaciones | Lista de premios y nominaciones | Lista de premios y nominaciones | Lista de premios y nominaciones | Lista de premios y nominaciones | Lista de premios y nominaciones | Lista de premios y nominaciones |
| Año                             | Organización                    | Categoría                       | Nominado/a (s)                  | Resultado                       | Ref(s)                          |                                 |
| ------------------------------- | ------------------------------- | ------------------------------- | ------------------------------- | ------------------------------- | ------------------------------- | ------------------------------- |
| 2017                            | Premios Tato                    | Mejor Ficción Diaria — Drama    | Golpe al corazón                | Nominado                        | [ 8 ]                           |                                 |
| 2018                            | Premios Martín Fierro           | Mejor Actriz de Ficción Diaria  | Eleonora Wexler                 | Nominada                        | [ 9 ]                           |                                 |
| 2018                            | Premios Fund TV                 | Mejor Ficción Diaria            | Golpe al corazón                | Nominado                        | [ 10 ]                          |                                 |